# Ittibittium
Ittibittium là một chi ốc biển, là động vật thân mềm chân bụng sống ở biển trong họ Cerithiidae.

## Các loài
Các loài trong chi Ittibittium bao gồm:
- Ittibittium houbricki (Ponder, 1993)[2]
- Ittibittium nipponkaiense (Habe & Masuda, 1990)[3]
- Ittibittium oryza (Mörch, 1876)[4]
- Ittibittium parcum (Gould, 1861)[5]